# Monestir de Santa Maria de Narbona
El monestir de Santa Maria de Narbona fou un antic establiment religiós (després convertit en església) que fou priorat conventual dependent de l'abadia de Sant Víctor de Marsella. Se l'anomenava el Mourguer (monachia, francès morguier), ja que moguer en occità vol dir monjo. La majoria dels llocs que pertanyeren a aquest monestir han conservat els seus antics nom sent el principal el de Quilhan (francès Quillan), avui és un municipi francès, situat al departament de l'Aude i a la regió de Llenguadoc-Rosselló.